# Mùa thu chết
"Mùa thu chết" là một bài hát của nhạc sĩ Phạm Duy sáng tác năm 1970. Phần lời được dịch từ bài thơ tiếng Pháp L'Adieu của Guillaume Apollinaire. Bài hát nổi tiếng vào thập niên 70 tại Sài Gòn, và gắn liền với tiếng hát của Julie Quang.

## Nội dung
Lời bài hát phân ra làm 16 câu, dịch từ những câu thơ nổi tiếng của Apollinaire:
J'ai cueilli ce brin de bruyère
L'automne est mort souviens-t'en...
Bùi Giáng dịch thành:
Ta ngắt đi một cụm hoa thạch thảo
Em nhớ cho mùa thu đã chết rồi...
Một số người cho rằng Mùa thu chết chứa ẩn ý về Cách mạng tháng 8 năm 1945 với sự sụp đổ của chế độ thực dân Pháp; tuy nhiên, trên thực tế, đây chỉ là bản phổ nhạc của bài thơ L'Adieu. 
Trong một bài phỏng vấn của báo Người Lao động đăng ngày 28/4/2012, khi được hỏi:"Trong số 14 ca khúc được phép phổ biến lần này có tác phẩm Mùa thu chết (thơ Apollinaire; dịch lời Việt: Bùi Giáng), một thời bị nhiều ý kiến quy kết là nói đến mùa thu cách mạng nay được Nhà nước cho phép phổ biến ông có thấy mình như được giải oan?", 
Phạm Duy đã trả lời:"Tôi chẳng nghĩ gì cả, ai từng hiểu sai là quyền của họ, tôi cũng không cần phải giải thích gì về điều đó cả.

## Ca sĩ thể hiện
Nhiều ca sĩ đã trình bày ca khúc này như Julie Quang, Thái Thanh, Lệ Thu, Khánh Ly, Anh Khoa, Duy Quang, Cẩm Vân, Elvis Phương, Ngọc Lan, Hồ Hoàng Yến, Ngọc Anh, Bằng Kiều, Ý Lan, Thu Phương, Hồng Mơ, Đức Tuấn, Quang Dũng, Hoàng Anh Thư, Giang Hồng Ngọc.